# Хан, Станислав Эдуардович
Станисла́в Эдуа́рдович Ха́н (1 июля 1987; Ташкент, Узбекская ССР, СССР) — российский футболист, полузащитник.

## Карьера
Воспитанник ташкентской школы «Тапоич». Начинал профессиональную карьеру в казахстанском клубе «Дустлик» из Шымкента, далее играл за «Соколе» из Саратова. Дебютировал в составе «Сокола» 15 августа 2004 года в матче 27-го тура Первого дивизиона «Сокол» — «СКА-Энергия» (3:2), выйдя на замену на 90-й минуте вместо Гизо Джеладзе. Первый гол забил 7 октября в матче 38-го тура «Динамо» — «Сокол» (3:3) на 66-й минуте. 14 октября в матче 39-го тура «Сокол» — «Терек» (2:1) забил первый гол в ворота «Терека» на 37-й минуте. Всего в сезоне 2004 сыграл 16 матчей и забил 2 мяча.
В сезоне 2005 сыграл 34 матча, забил 1 гол и получил 1 жёлтую карточку.
В 2006 году играл за «Динамо» Махачкала, но после того как клуб был лишён профессионального статуса футболисту пришлось искать новый клуб и следующий сезон он провел в «Черноморце» Новороссийск.
В 2008 играл в латвийском «Динабурге». В 22-м туре национального чемпионата в первой же атаке открыл счет своим голам в турнире. В декабре 2008 перешёл в Машук-КМВ.
Осенью 2015 года был заявлен за клуб «Океан» Керчь. Дебютировал 25 октября в матче 10-го тура Премьер-лиги КФС «Океан» (Керчь) — «Беркут» (Армянск), в котором отличился голом и стал лучшим игроком матча по мнению болельщиков. В 2017 году перешёл в любительский клуб «Кобарт», во время выступления за который был зарегистрирован в Саратове, а жил в Батайске.